# Benediktinerinnenkloster Tourcoing
Das Benediktinerinnenkloster Tourcoing (auch: Monastère du Coeur-Très-Pur-de-Marie) war von 1814 bis 2011 ein Priorat der Benediktinerinnen vom Heiligsten Sakrament zuerst in Savy-Berlette, ab 1815 in Arras, von 1905 bis 1921 in Dumfries in Schottland und ab 1921 in Tourcoing (Département Nord) in Frankreich. 

## Geschichte

### Von Rouen nach Arras
Das von Mechtilde de Bar gegründete Benediktinerinnenkloster Rouen gründete 1814 nordwestlich Arras in Savy-Berlette ein Tochterkloster, das 1815 nach Arras wechselte, zuerst in die Rue Saint-Maurice und ab 1818 in die Rue Damiens, wo es 1842 eine neu-spätgotische Kapelle errichtete. 

### Von Arras nach Deutschland, Schottland und Italien
1841 ging von Arras die Gründung Saint-Omer aus, die ihrerseits in Deutschland gründete (Osnabrück 1855 und Bonn-Endenich 1858) und die 1865 nach Longuenesse und später nach Boulogne-sur-Mer verlegt wurde. 1881 gründete Arras ein Tochterkloster in Dumfries (Maxwell Street 28–30) in Schottland, das 1906 den von der  Dritten Republik vertriebenen Mutterkonvent aufnehmen konnte. Einige Nonnen gingen auch 1880 von Arras aus nach Seregno in Italien (ab 1906 Ghiffa) und 1906 von Arras aus in das 1892 in Mailand gegründete Tochterkloster.

### 90 Jahre in Tourcoing
Als der Konvent 1921 nach Frankreich zurückkehren konnte, ging er nach Tourcoing (Rue Faidherbe 18), wo die Stadt 1922 in Erfüllung eines Gelübdes von 1916 einen Ort der ewigen Anbetung errichtete (La Chapelle du Voeu, Gelöbniskapelle), der von den dort angesiedelten Schwestern betreut wurde. Von 1926 bis 1956 ging ein Teil der Nonnen zur ewigen Anbetung nach Arras zurück. 2011 musste das Kloster Tourcoing geschlossen werden. Es waren nur noch zwei Schwestern am Ort. Die als sehr ästhetisch gelobte Anbetungskapelle gehört seither zur Ortspfarrei.